# Bóbrka (powiat Krośnieński)
Bóbrka is een dorp in de Poolse woiwodschap Subkarpaten. De plaats maakt deel uit van de gemeente Chorkówka en telt 800 inwoners.
In 1854 richtte Ignacy Łukasiewicz te Bóbrka de eerste installatie op voor de winning van aardolie